# Richard Jewell
Vous lisez un « article de qualité » labellisé en 2018.
Pour le film inspiré des faits, voir Le Cas Richard Jewell
Richard Allensworth Jewell est un policier et agent de sécurité américain, né le 17 décembre 1962 à Danville et mort le 29 août 2007 à Woodbury. Il est connu pour avoir déjoué l'attentat du parc du Centenaire pendant les Jeux olympiques d'été de 1996.
Agent de sécurité dans le parc du Centenaire à Atlanta pendant les Jeux olympiques, il découvre dans la nuit du 26 au 27 juillet 1996 un sac à dos vert contenant une bombe artisanale. Premier intervenant, il alerte la police et commence à évacuer la zone avant l'explosion de la bombe. Héros anonyme, Jewell ne le reste que quelques heures avant d'être retrouvé par CNN qui lance sa tournée médiatique. Interrogé par les grands médias américains, il connaît son heure de gloire.
Trois jours après l'attentat, il est suspecté par le FBI d'être le poseur de bombe. Son nom fuite dans les médias qui diffusent son portrait en continu en le présentant comme le principal suspect de l'attentat. Sa vie est bouleversée par ce lynchage médiatique, avant qu'il ne soit définitivement acquitté 88 jours après le début de son accusation publique. Menacés ou poursuivis judiciairement par Jewell et son équipe d'avocats, une large majorité des médias trouve un accord financier avec l'agent de sécurité.
Redevenu policier dans de petites villes de l'État de Géorgie, il y retrouve un quotidien ordinaire. En 2006, le gouverneur Sonny Perdue le remercie publiquement de la part de l'État pour les vies qu'il a sauvées lors des Jeux olympiques d'Atlanta. Il meurt en 2007 d'une défaillance cardiaque à la suite de complications de son diabète.

## Jeunesse
Richard White naît le 17 décembre 1962 à Danville dans l'État de Géorgie aux États-Unis. Il est le fils unique de Barbara, dite « Bobi », et de Robert Earl White, qui travaille pour Chevrolet. Ses parents se séparent et divorcent quand il a 4 ans. Sa mère travaille comme coordinatrice des réclamations pour une entreprise d'assurance où elle rencontre son deuxième mari, John Jewell, un cadre de la société. Peu après ce mariage, John Jewell adopte Richard qui prend son nom. La famille est de confession baptiste. Proche de sa mère, Richard est éduqué avec sévérité. Alors qu'il a 6 ans, la famille déménage à Atlanta.
Enfant discret, Richard Jewell a peu d'amis et aide ses professeurs. Il étudie au lycée Towers dans le comté de DeKalb. Il souhaite travailler dans le secteur de l'automobile et choisit de poursuivre ses études dans une école technique spécialisée du sud de la Géorgie. Trois jours après son arrivée à l'école, son père adoptif quitte le foyer familial après avoir indiqué dans une lettre qu'il est un raté. Richard retourne vivre avec sa mère et prend un travail de réparateur automobile.
Richard Jewell change de métier pour le poste de gérant d'une boutique de vente de yaourts glacés TCBY,. À 22 ans, il devient employé du département des fournitures de la Small Business Administration américaine. Il y est surnommé « Radar » pour son efficacité. Ses efforts lui permettent d'obtenir rapidement une promotion et de superviser la salle des fournitures et celle du courrier. Lorsque son contrat prend fin, il devient détective pour un hôtel Marriott.

## Débuts dans la police
Ayant l'ambition de devenir policier, Richard Jewell obtient un emploi comme gardien de prison dans le comté de Habersham en 1990. Il travaille également comme agent de sécurité dans un complexe d'appartements du comté de DeKalb où il vit jusqu'à son décès. Le matin du 26 mai 1990, il reçoit des plaintes pour une bagarre dans le jacuzzi du complexe. Jewell s'arme d'un pistolet de calibre 9 mm, prend ses menottes et arrête un homme de 22 ans pour ivresse. Il le menotte bien qu'il n'ait pas le pouvoir d'arrêter quelqu'un. Lorsque les agents de police arrivent, ils emmènent Jewell au poste pour usurpation de fonction. Plus de 70 habitants du complexe immobilier signent une lettre de soutien à Jewell qui plaide coupable. Évalué psychologiquement, il garde son emploi à la prison. Quelques mois plus tard, il est promu adjoint du shérif. En 1995, il a un accident alors qu'il conduit une voiture de police en poursuivant un véhicule qu'il estime suspect. Le shérif doute de sa version et le rétrograde. Jewell n'accepte pas cette rétrogradation et démissionne.

## Agent de sécurité

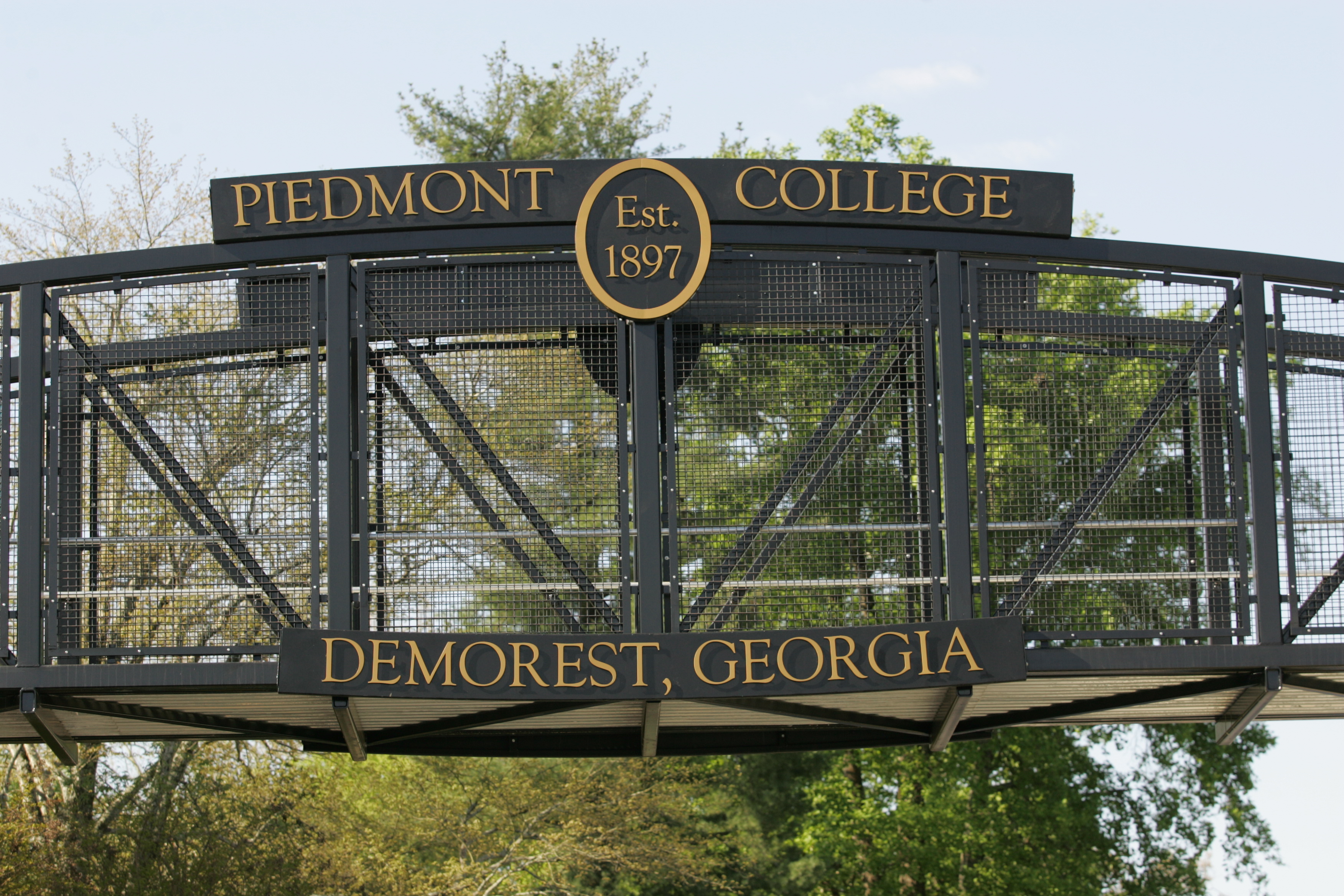
Richard Jewell travaille à l'université Piedmont de Demorest entre 1995 et 1996.

En avril 1995, Richard Jewell accepte un emploi d'agent de sécurité à l'université Piedmont de Demorest,. Les dirigeants de l'université le jugent trop zélé, Jewell écrivant de longs rapports détaillés sur des incidents mineurs. L'université lui reproche un excès de vitesse hors du campus avec un véhicule de sécurité de l'université, ainsi que d'avoir arrêté des voitures sur les routes pour vérifier l'ivresse potentielle des conducteurs. L'université lui demande de démissionner, ce qu'il fait le 21 mai 1996,.
Richard retourne vivre chez sa mère et obtient un poste d'agent de sécurité au parc du Centenaire pour les Jeux olympiques d'été de 1996 à Atlanta,. Il compte utiliser cette expérience pour se créer un réseau dans le milieu de la police d'Atlanta et tenter d'y obtenir un emploi. La première semaine des Jeux se déroule bien pour Richard Jewell qui travaille de nuit au parc olympique du Centenaire sur des créneaux de 12 heures. Il y rencontre des policiers d'Atlanta, a une bonne vue sur les concerts de nuit de la scène principale, aide les gens à se diriger vers le métro ou encore à retrouver leurs proches. Le joueur de basket-ball Charles Barkley passe même juste à côté de lui.

## Jeux olympiques d'Atlanta

### Héros
Dans la nuit du 26 au 27 juillet 1996, Richard Jewell est attiré par un groupe de jeunes hommes ivres assis sur des bancs devant la tour de son de la principale scène du parc du Centenaire. Les jeunes lancent des canettes de bière sur la tour,. Jewell appelle l'agent spécial Tom Davis pour raisonner le groupe de jeunes,. Alors qu'ils partent, Jewell aperçoit un gros sac vert, de style militaire, abandonné sous un banc,,,,. Ensemble, Davis et Jewell cherchent le propriétaire du sac mais personne ne répond positivement,. Richard Jewell alerte par radio son supérieur de la présence d'un sac suspect. À 0 h 57, Davis suit la procédure et appelle l'équipe de déminage puis les deux hommes créent un périmètre de 5 mètres autour du sac suspect pour qu'elle puisse intervenir. Une minute plus tard, un appel au 911 prévient les quartiers généraux de la police d'Atlanta qu'une bombe va exploser au parc,.
Richard Jewell monte dans les étages de la tour de son pour prévenir les techniciens de la situation. Lorsqu'il retourne à proximité du sac suspect, l'équipe de démineurs regarde à l'intérieur du sac à l'aide d'une lampe et découvre une bombe de grande taille. Les agents arrivés sur place commencent à faire évacuer la zone. Jewell s'occupe de l'évacuation de la tour son, entièrement vide au moment de l'explosion à 1 h 20, quelques instants après le départ de l'agent de sécurité. L'explosion projette Jewell vers l'avant, le fait tomber sur les genoux et les mains. La bombe cependant provoque la mort de deux personnes et en blesse 110, dont plusieurs gravement .
Lorsque le FBI de Géorgie tient une conférence de presse quelques heures après l'attentat, Tom Davis indique, sans le nommer, qu'un agent de la sécurité d'AT&T lui a signalé un colis suspect dans la zone de l'explosion. Intéressé, un producteur de la chaîne de télévision CNN, Henry Schuster, cherche et trouve l'agent en question : Richard Jewell. Au soir de l'attentat, il est interviewé sur son rôle dans cet événement. L'entrevue est diffusée en boucle sur la chaîne qui couvre les Jeux olympiques. Le lendemain matin, dimanche 28 juillet, Bryant Steele, le responsable des relations publiques de la marque AT&T, conduit Jewell à un interrogatoire de 90 minutes avec le FBI pour formaliser tout ce qu'il a vu la veille. L'agent de sécurité enchaîne les apparitions médiatiques dans les heures qui suivent, poussé par la société AT&T qui espère en tirer un impact positif. Il enregistre une nouvelle interview avec CNN puis USA Today et The Boston Globe. Le lundi après-midi, Richard Jewell profite avec sa mère de billets offerts par AT&T pour une rencontre olympique de baseball dans l'Atlanta-Fulton County Stadium.
La journaliste Katie Couric lui demande s'il se sent comme un héros lors de la réouverture du parc du Centenaire. Il répond qu'il se sent comme quelqu'un qui a fait son travail et qui était au bon endroit au bon moment.

### Accusé
Le FBI détermine un profil de l'accusé avec des méthodes de profilage criminel et rapproche cette affaire de celle d'un agent de sécurité ayant trouvé une bombe dans un bus lors des Jeux olympiques d'été de 1984 à Los Angeles alors qu'il l'avait lui-même posée,,. Les policiers voient ce « complexe du héros » comme un mobile potentiel,,, variante du syndrome de Münchhausen. Dans le même temps, en voyant son ancien employé à la télévision, le président de l'université Piedmont, le Dr W. Ray Cleere, contacte le FBI pour les informer de plusieurs incidents mineurs impliquant Jewell lors de son précédent emploi et confirme qu'il peut correspondre au profil établi,. Les enquêteurs du FBI se concentrent alors sur Richard Jewell et examinent la possibilité qu'il ait lui-même posé la bombe pour la trouver et obtenir un meilleur emploi dans la police,.
Il devient le principal suspect de l'enquête,,. Plusieurs éléments viennent étayer l'hypothèse de la culpabilité de l'agent de sécurité. Des témoins indiquent que Jewell possède un sac à dos similaire à celui utilisé pour dissimuler la bombe depuis son passage comme agent du comté de Habersham, où il a par ailleurs reçu un entraînement relatif aux bombes artisanales,,. Les enquêteurs cherchent ce sac mais ne le trouvent pas. Un ancien voisin de Jewell déclare qu'il a entendu une forte explosion dans les bois à proximité du domicile loué par l'homme avant qu'il ne retourne vivre chez sa mère en 1994 ou 1995,. Le soir de l'explosion, pour la première fois depuis le début des Jeux, Jewell a demandé une pause de 15 à 20 minutes,,,,.
Le 29 juillet 1996, le FBI envoie l'agent du Bureau d'investigation de Géorgie, Tim Attaway, devenu ami de Jewell au parc du Centenaire, à son domicile afin d'essayer de lui faire avouer le crime,. Invité à manger des lasagnes au domicile de Jewell, Attaway lui demande de raconter ce qui s'est passé, pendant près de deux heures, alors qu'il a un micro caché sur lui. Les agents proposent à Jewell de l'interroger dans un restaurant, ce qu'il accepte.
Son nom fuite dans la presse, et l'enquête s'apprête à devenir publique. Informés officieusement, les journalistes se pressent à l'extérieur du domicile de Richard Jewell et l'interrogent lorsqu'il en sort, lui demandant s'il est le poseur de bombe, ce qu'il nie. Pressé par la presse, le FBI se rend également à son domicile pour l'interroger avant que l'enquête ne fuite dans les journaux. Changeant le plan initial, deux agents lui demandent de les suivre sous prétexte de réaliser une vidéo d'entraînement pour les premiers intervenants,,. Ravi de pouvoir aider des policiers — lui-même souhaitant poursuivre une carrière dans la police —, Richard Jewell accepte volontiers. Alors qu'il pense être filmé dans le but de réaliser une vidéo de formation, les enquêteurs commencent par lui lire ses droits Miranda devant la caméra et tentent de lui faire abandonner son droit constitutionnel d'avoir un avocat avec lui,.
Journal local, The Atlanta Journal-Constitution est sous pression et se doit d'être le premier média à diffuser les informations sur l'affaire, en raison de sa longue présence dans la région,,. Le quotidien publie une édition spéciale intitulée Extra le 30 juillet 1996 dans laquelle Kathy Scruggs et Ron Martz écrivent : « Richard Jewell, 33 ans, ancien membre des forces de l'ordre, correspond au profil du poseur de bombe solitaire. Ce profil inclut généralement un homme blanc frustré qui est un ancien policier, membre de l'armée ou personne souhaitant devenir policier qui cherche à devenir un héros. Jewell est devenu une célébrité à la suite de l'attentat, faisant une apparition dans le Today Show de Katie Couric ce matin lors de la réouverture du parc. Il a aussi approché des journaux, notamment The Atlanta Journal-Constitution, cherchant de l'attention pour ses actions. » Un autre article du journal, rédigé par Dave Kindred, fait le parallèle entre Jewell et le tueur en série Wayne Williams.
L'information du journal local est reprise par tous les principaux médias dans la journée. Elle fait la une de toutes les chaînes de télévision, des principaux journaux américains : The Washington Post, USA Today, le Los Angeles Times et le Chicago Tribune. L'information est également relayée par tous les médias internationaux qui diffusent les Jeux olympiques. Lorsqu'il rentre de son entrevue avec les agents fédéraux, Jewell doit avancer au milieu d'une meute de journalistes qui tentent d'obtenir sa réaction,.
Les enquêteurs fouillent son appartement à trois reprises lors des deux semaines suivant l'attentat. Ils en sortent des caisses contenant de nombreux objets personnels de la famille et tout contenant qui pourrait être utilisé pour fabriquer une bombe. Sa voiture, un pick-up Toyota bleu, est saisie sous les yeux des journalistes. Les policiers se déplacent également à l'université Piedmont pour savoir s'il n'a pas utilisé un ordinateur de l'université et son accès Internet pour préparer l'attentat. Le samedi 3 août, le FBI se rend chez lui pour prendre un échantillon de cheveux, ses empreintes digitales et lui faire réaliser un enregistrement audio de sa voix dans lequel il doit répéter le message « There is a bomb in Centennial Park. You have 30 minutes,. » Son avocat, Watson Bryant, reporte la date de l'enregistrement vidéo qui ne fait pas partie du mandat.
Richard Jewell restreint ses déplacements et reste dans l'appartement qu'il partage avec sa mère. Dans le mois suivant l'accusation publique dont il est la cible, il ne sort qu'à cinq ou six reprises à l'extérieur du domicile familial. Jewell peine à dormir, il passe son temps à regarder la télévision, à jouer à des jeux vidéo comme Defender et à lire des magazines,. Il reçoit près d'un millier d'appels téléphoniques quotidiennement après qu'un anonyme a posté le numéro de téléphone de sa mère sur Internet. Chacun de ses déplacements est scruté par une vingtaine de journalistes qui le suivent en permanence. Plusieurs médias louent des appartements à des habitants du voisinage.
Dans son émission The Tonight Show, Jay Leno l'appelle « Una-doofus » et dit de lui qu'il « a une effrayante ressemblance avec l'homme qui a détruit Nancy Kerrigan. »

### Innocenté
Dès les premiers jours de l'accusation, The Washington Post note plusieurs incohérences entre le profil du poseur de bombe et Jewell. La voix de l'appel prévenant de l'attentat est celle d'un homme sans accent, tandis que Jewell a un accent du sud des États-Unis. De plus, le quotidien note que s'il est le terroriste, Jewell s'est mis en sérieux danger parce qu'il était à proximité de la bombe lors de l'explosion.
Barbara Jewell part en campagne pour défendre son fils. En août 1996, elle prend la parole pour demander au président Bill Clinton de faire une déclaration publique pour innocenter Richard. En campagne présidentielle pour sa réélection, Bill Clinton ne prend pas le risque de répondre à l'appel. Le 22 septembre 1996, elle décrit dans l'émission télévisée 60 Minutes la manière dont les enquêteurs ont emporté les affaires de sa maison, les armes de son fils et l'ensemble de ses Tupperware. L'émission présente Richard Jewell comme un infortuné innocent qui est constamment poursuivi par le FBI et des médias. L'émission convainc le procureur général Janet Reno de demander aux agents du FBI de revoir leur enquête.
Près d'un mois après l'attentat, Richard Jewell passe au détecteur de mensonge manipulé par un ancien agent du FBI, pendant près de 15 heures sur deux jours. Ses avocats dévoilent les résultats qui indiquent qu'il n'a aucune implication dans l'attentat. Ils demandent à de nombreuses reprises à ce qu'il soit officiellement innocenté, bien qu'il n'ait jamais été officiellement accusé. Début octobre, Richard Jewell répond pendant plus de 6 heures sur deux jours aux enquêteurs du FBI pour définitivement infirmer ou confirmer l'accusation. Le 26 octobre 1996, l'un des avocats de Jewell reçoit une lettre du procureur des États-Unis Kent B. Alexander indiquant que son client n'est plus un suspect de l'attentat du parc du Centenaire,,. Le procureur confirme à la presse qu'il est hors de cause à la suite de son récent interrogatoire avec le FBI, sauf si une nouvelle preuve apparaît.
Le 28 octobre 1996, Richard Jewell tient une conférence de presse dans l'hôtel Marriott d'Atlanta aux côtés de sa mère,,,, :
« C'est la première fois que je vous demande de tourner vos caméras vers moi. Vous connaissez mon nom mais vous ne savez pas vraiment qui je suis. Mon nom est Richard Jewell. […] Je ne suis pas le terroriste du parc olympique. Je suis un homme qui du 30 juillet au 26 octobre a vécu chaque minute éveillée de ces 88 jours avec la peur d'être accusé et arrêté pour un crime horrible. Un crime que je n'ai pas commis. […] Dans leur folle ruée pour satisfaire leurs propres desseins, le FBI et les médias nous ont presque détruits ma mère et moi. […] Je remercie Dieu que ce soit désormais fini, et que vous sachiez désormais ce que je sais depuis le début. Je suis innocent. »

## Poursuites judiciaires
L'affaire Jewell se révèle être une nouvelle catastrophe pour le FBI qui est sous pression après avoir donné à la Maison-Blanche des informations confidentielles — le Filegate — et à la suite de la supposée couverture du double meurtre commis par des agents du FBI dans l'affaire Ruby Ridge. Le directeur du FBI Louis Freeh envoie en octobre 1996 une note au personnel indiquant qu'il n'abandonnerait pas son poste malgré ces affaires. En novembre et décembre, l'Office of Professional Responsibility conduit une longue enquête sur les potentielles failles de l'agence fédérale,,. Le FBI reconnaît ses erreurs dans la tentative d'interrogatoire piégé de Jewell alors qu'il souhaitait coopérer pleinement avec les enquêteurs. Lorsqu'il témoigne devant le sous-comité du crime de la Chambre des représentants des États-Unis, Richard Jewell déplore les questions restées sans réponse après cette enquête du département de la Justice,.
Blanchi par les enquêteurs du FBI, Richard Jewell entame des poursuites judiciaires avec l'aide de ses avocats contre les médias qui l'ont dépeint comme le poseur de bombe des Jeux olympiques d'Atlanta,. En décembre 1996, la chaîne NBC accepte de lui verser la somme de 500 000 dollars contre l'abandon de ses poursuites en diffamation pour les commentaires du journaliste Tom Brokaw,. Un mois plus tard, CNN trouve un arrangement financier avec Richard Jewell contre l'abandon de toute poursuite contre la chaîne, tout comme la station de radio d'Atlanta WKLS-FM qui a utilisé l'image de Jewell sur des affichages publics sans son autorisation.
En janvier 1997, l'agent de sécurité dépose une plainte pour diffamation contre l'entreprise Cox, propriétaire de nombreux titres de journaux à Atlanta, notamment The Atlanta Journal-Constitution (AJC). Premier titre de presse à l'avoir présenté comme l'accusé de l'affaire, l'AJC n'accepte pas d'accord avec Jewell et se défend au tribunal. Au terme d'une procédure judiciaire de plus d'une décennie, marquée par le témoignage de plusieurs éditeurs du journal qui rapportent leurs préoccupations vis-à-vis des articles visés, la justice retient que Jewell est une personnalité publique et un accusé dans l'affaire lors de la publication des articles du journal, écartant tout dédommagement,,.
En juillet 1997, Richard Jewell dépose une plainte pour diffamation contre le New York Post devant la cour fédérale du district de New York et demande 15 millions de dollars de dommages. Le journal met un terme aux poursuites contre un montant inconnu. En août 1997, Jewell trouve un accord financier avec l'université Piedmont, son ancien employeur, pour l'abandon des charges judiciaires contre eux.
Avec l'argent obtenu des premiers arrangements financiers, Richard Jewell paie ses frais d'avocat, achète une nouvelle voiture, un ordinateur, et déménage dans le nord d'Atlanta. En 2006, Jewell déclare à l'Associated Press que 73 % de l'argent obtenu de ces accords a servi à payer ses avocats et les taxes du gouvernement. Il utilise le solde de ces montants principalement pour acheter une habitation à sa mère.

## Fin du cauchemar
En janvier 1997, Richard Jewell fait une apparition dans l'émission Larry King Live lors de laquelle il déclare que son « nom est ruiné pour toujours, » bien qu'il soit blanchi par les enquêteurs. Au printemps, la Chambre des représentants de l'État de Géorgie adopte une résolution le célébrant comme héros mais lui demande de rester chez lui. L'ancien agent de sécurité peine à vivre avec sa nouvelle notoriété. Les journalistes continuent de suivre la famille Jewell. En juillet 1997, il est pris à partie alors qu'il tente d'assister anonymement à une rencontre de baseball des Braves d'Atlanta,. Il devient méfiant et paranoïaque. En 1997, il rencontre également Michael Moore et fait une apparition dans son troisième film intitulé The Big One.
Souhaitant redevenir anonyme et retravailler dans la police, Jewell postule dans les services de son État natal. Il enchaîne les refus, jugé sous-qualifié ou en surpoids. En même temps que sa recherche d'emploi, Richard entraîne une équipe de jeunes de baseball et travaille avec ses avocats dans les différentes procédures judiciaires. Un entrepreneur en construction le recrute en tant qu'ouvrier, mais Jewell quitte son emploi après sa première journée.
En novembre 1997, Richard Jewell est recruté comme policier à Luthersville, une localité d'environ 800 habitants à environ 60 km au sud d'Atlanta,. Le commissariat reçoit des lettres et appels de remerciements de divers pays à travers le monde pour avoir recruté Jewell. Dans son travail quotidien, il sauve deux enfants de 5 ans, l'une qui a bu de l'eau de Javel et l'autre qui a régurgité son lait. Il tente d'apprendre l'espagnol en autodidacte. En juillet 2001, Jewell est honoré lors des célébrations de la fête nationale à Carmel dans l'Indiana. Il poursuit sa carrière dans la police comme agent à Pendergrass et Senoia. En 2004, son coéquipier meurt par balle à la suite d'une course-poursuite avec un suspect.
Le 5 mai 1998, recherché pour l'attentat, Eric Rudolph est placé sur la liste des dix fugitifs les plus recherchés du FBI. Capturé le 31 mai 2003, il est condamné le 18 juillet 2005 à deux peines de prison à vie sans possibilité de libération. Jewell assiste au procès et aux aveux d'Eric Rudolph,.
En 2006, Jewell fait part de son expérience à des classes universitaires de journalisme. Lors du dixième anniversaire de l'attentat du parc du Centenaire, le gouverneur de l'État de Géorgie Sonny Perdue remercie Jewell au nom de l'État de Géorgie pour avoir sauvé des vies le 27 juillet 1996,. En février 2007, il apprend qu'il souffre de diabète. Son état de santé se dégrade, des troubles rénaux l'obligeant à être sous dialyse,. Il est également amputé de plusieurs orteils,. Le 29 août 2007, sa femme Dana, qu'il a épousée en 1998, le trouve mort sur le sol de sa chambre, à son domicile dans le comté de Meriwether,,,. L'autopsie menée le lendemain révèle des troubles cardiaques, largement imputés à son diabète, ayant causé un infarctus.

## Adaptation en film
En février 2014, les studios 20th Century Fox acquièrent les droits de l'article de Vanity Fair intitulé The Ballad Of Richard Jewell afin d'en faire une œuvre cinématographique. L'acteur Jonah Hill, pressenti pour jouer le rôle de Richard Jewell, présente le projet lors du Ellen DeGeneres Show. Le projet est produit par Leonardo DiCaprio. Les deux acteurs prévoient de tourner à nouveau ensemble après le succès du film Le Loup de Wall Street. Le scénariste du projet est Billy Ray. Paul Greengrass, Ezra Edelman  et Clint Eastwood sont pressentis pour réaliser le film. Ce dernier en devient le réalisateur avec Paul Walter Hauser dans le rôle de Jewell et Sam Rockwell dans celui de son avocat. Le film sort dans les salles de cinéma en décembre 2019 aux États-Unis et en février 2020 en France. Il crée une polémique aux États-Unis en raison des attaques portées par le scénariste à l'encontre du quotidien The Atlanta Journal-Constitution sous-entendant notamment qu'une de ses journalistes a obtenu une information d'un agent du FBI en échange d'une relation sexuelle.

## Dans la culture

### Télévision
- Série télévisée américaine Manhunt: Deadly Games de 10 épisodes diffusé sur StarzPlay. Créé par Andrew Sodroski avec Cameron Britton dans le rôle Richard Jewell, 2019.

### Cinéma
- Le Cas Richard Jewell, réalisé par Clint Eastwood avec Paul Walter Hauser et Sam Rockwell dans les rôles principaux, décembre 2019.

### Vidéographie
- (en) Sixty Minutes II : Falsely Accused [vidéo], CBS News, 2 janvier 2002.
- (en) The New York Times, « Olympic Bombing 1996 : Richard Jewell, the Wrong Man » [vidéo], série Retro Report, sur Youtube, 7 octobre 2013.
- (en) ESPN Films, « Judging Jewell » [vidéo], court-métrage de la série 30 for 30, sur Youtube, 29 janvier 2014.

### Citations originales
1. ↑  « Richard Jewell, 33, a former law enforcement officer, fits the profile of the lone bomber. This profile generally includes a frustrated white man who is a former police officer, member of the military or police ‘wanna-be’ who seeks to become a hero. Jewell has become a celebrity in the wake of the bombing, making an appearance this morning at the reopened park with Katie Couric on the Today show. He also has approached newspapers, including The Atlanta Journal-Constitution, seeking publicity for his actions[2]. »
2. ↑  « had a scary resemblance to the guy who whacked Nancy Kerrigan[1]. »
3. ↑  « This is the first time I have ever ask you to turn your cameras on me. You know my name but you don't really know who I am. My name is Richard Jewell. [...] I am not the Olympic park bomber. I am a man who from July 30th until October 26th lived every waking minute of those 88 days afraid that I would be arrested and charges for a horrible crime. A crime I did not commit. [...] In their mad rush to fulfill their own personal agendas, the F.B.I. and the media almost destroyed me and my mother. [...] I thank God that it has now ended, and that you now know what I have known all along. I am an innocent man. »
4. ↑  « My name is ruined forever. »